# 천스위안 (양궁 선수)
천스위안(중국어 정체자: 陳詩園, 간체자: 陈诗园, 병음: Chén Shīyuán, 한자음: 진시원, 1981년 2월 7일~)은 중화민국의 양궁 선수이다. 2004년 하계 올림픽에서 남자 단체전 은메달을 획득했다.